# Storybook children
Storybook children is de debuutsingle van Sandra en Andres als artiestenkoppel. Het kindersterretje Sandra (geboren 1950) had al een eerder een liedje van Dries Holten (geboren 1936) opgenomen. Het is afkomstig van hun album Happy together uit 1969, waarop beide zangers ook enkele liedjes solo ten gehore brachten. Sandra & Andres zongen het in een arrangement van Ger van Leeuwen, die "meekwam" met Sandra.
Storybook children is een cover van een lied, dat ongeveer gelijktijdig (oktober 1967) werd gezongen door de blanke Billy Vera (co-auteur) en de donkergekleurde gospelzangeres Judy Clay. Die versie haal de 54e plaats in de Billboard Hot 100. Ook het koppel Nancy Sinatra en Lee Hazlewood waagden een poging (februari 1968), doch alleen voor hun album Nancy & Lee. Veel later, het is dan 1994, verscheen een versie van Grant & Forsyth onder leiding van muziekproducent Peter Koelewijn. Die versie haalde de Nederlandse hitparades niet.
De B-kant Just a minute was van Dries Holten zelf in samenwerking met muziekproducent Hans van Hemert.

## Hitnotering

### Nederlandse Top 40
| Positie: | 36 | 23 | 18 | 10 | 10 | 9 | 11 | 9 | 10 | 12 | 16 | 23 | 29 | uit |

### Voorloper NederlandseSingle Top 100
| Positie: | 19 | 12 | 12 | 10 | 14 | 14 | 14 | 14 | 15 | 18 | uit |

Sandra Reemer

Al di là · Stille nacht, heilige nacht · 'k Zweef aan m'n ballonnetje · Gloria, gloria · Sluimer zacht · Singapura · Hoe leit dit kindeke · Mijn gitaar · Kopi susu · Als jij maar wacht · Een bos rozen · Heimwee · Mijn concert · Teddy song · Jij vergeet · Since you have gone · (I've got) A love like a rainbow · Simon Zealotes · Love me, honey · The party's over · Trust in me · This is your heartbeat · How little we know · Colorado · Nothing's gonna change · It hurts to be in love · America here I come · Indonesia · Get it on · Rien ne va plus · Fly like an angel · Gold · All out of love · Sleep with me tonight · Laughter in the rain · Goodnight, sweetheart, goodnight · Smoke gets in your eyes · La colegiala · For your love · He was the one · Love is cruel · Domenica · The last goodbye · Mensen zoals jij · Kom naar me toe · Alles wat ik wil · Een boom voor het leven · De mooiste droom is vogelvrij
Sandra en Andres

Storybook children · Somethin' in my heart · For the first time in my life · Reach for the moon · Let us pray together · Love is all around · Those words · Que je t'aime · Mary Madonna · Als het om de liefde gaat · Mama mia · Auntie · Aime-moi · Dzjing boem! · True love · You believed · Oh, nous sommes très amoureux
Dutch Divas

Work that body · From New York to L.A.